# 김보경 (아나운서)
김보경(1988년 6월 15일 ~ )은 대한민국의 KBS N 스포츠 아나운서이다.

## 학력
- 한양대학교 언론정보대학원

## 경력
| 연도 | 사항                  |
| ---- | --------------------- |
| -    | KBS N 스포츠 아나운서 |